# Tsjaka

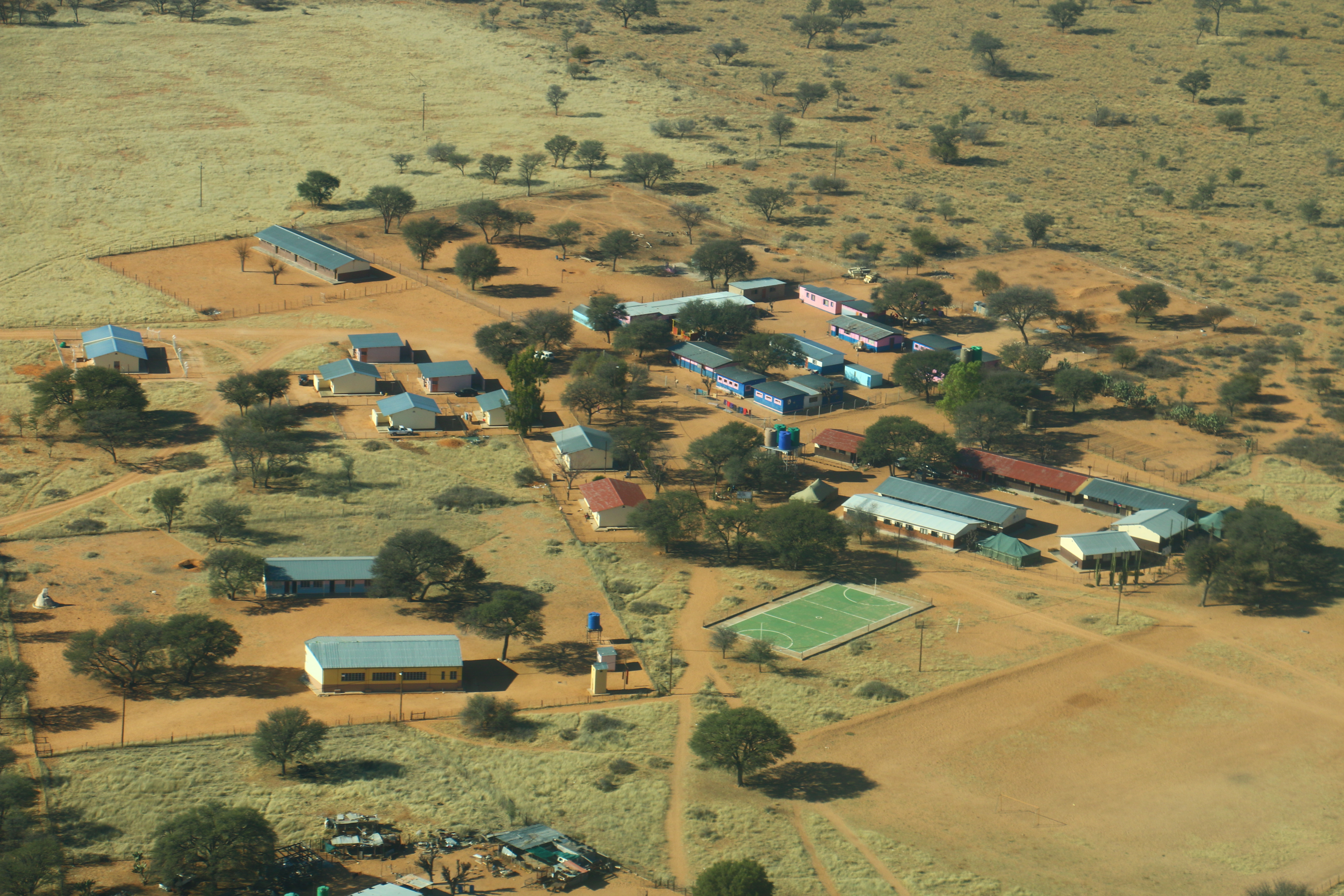
Grundschule Mphe Thuto aus der Vogelperspektive (2017)

Tsjaka, auch Ben-Hur genannt, ist eine Ansiedlung in der Omaheke-Region in Namibia, die ca. 50 Kilometer südlich von Gobabis, der Hauptstadt der Region, liegt.
Tsjaka liegt genau an der Schnittstelle der beiden ehemaligen Farmen Tsjaka und Ben-Hur. Gemeinsam mit den umliegenden Kleinstsiedlungen hat Tsjaka ca. 3000 Einwohner, die überwiegend zur Gruppe der Tswana und verschiedenen San-Gruppen gehören. In der Siedlung werden vor allem Setswana und Khoekhoegowab sowie verschiedene San-Sprachen gesprochen.
Jährlich findet im Ort ein überregional bekanntes Pferderennen statt.

## Geschichte
1981 entstand in Tsjaka ein Farmerverband, nachdem der Chief der namibischen Tswana, Constance Kgosiemang zehn nebeneinander liegende Farmen mit Regierungsgeldern kaufte und diese zu einer resettlement area (Umsiedlungsgebiet) für die setswanasprachige Bevölkerung der Region, mit dem Namen Ben-Hur Rural Development Centre, formte.

## Infrastruktur
Die kleine Ansiedlung in der Kalahari ist von der Hauptstraße C22 kommend nur über eine Schotterstraße zu erreichen. In Tsjaka befindet sich eine Grundschule, die Mphe Thuto Primary School, das Ben-Hur Rural Development Center, das von der Ngoma Consulting Company, einer lokalen Nichtregierungsorganisation für ländliche Entwicklung geführt wird, sowie das Wahlkreisbüro des Kalahari-Wahlkreises. Die Bevölkerung lebt in Wellblechhütten oder in massiv errichteten Wohnhäusern. Wichtigster ökonomischer Faktor ist die Subsistenzwirtschaft.